# Верхний Мал
Верхний Мал — река в России, протекает по Чердынскому району Пермского края. Устье реки находится в 54 км от устья Южной Кельтмы по левому берегу. Длина реки составляет 15 км.
Исток реки в лесах в 13 км к северо-востоку от деревни Ольховка. Течёт на юго-запад параллельно реке Нижний Мал, всё течение проходит по ненаселённому лесу. Впадает в Южную Кельтму чуть ниже деревни Ольховка.

## Данные водного реестра
По данным государственного водного реестра России относится к Камскому бассейновому округу, водохозяйственный участок реки — Кама от истока до водомерного поста у села Бондюг, речной подбассейн реки — бассейны притоков Камы до впадения Белой. Речной бассейн реки — Кама.
Код объекта в государственном водном реестре — 10010100112111100003376.